# Simon Grechi
Simon Grechi, pseudonimo di Simone Falsaperla (Roma, 2 maggio 1979), è un attore italiano.

## Carriera
Nato e cresciuto a Roma, Simon Grechi si trasferisce a Milano per poter intraprendere la carriera di modello. Nel 2006 viene scelto come concorrente per la sesta edizione del reality show Grande Fratello dove arriva fino alla semifinale, eliminato con il 37% dei voti.
In seguito all'esperienza televisiva, Simon Grechi, che proprio in questa fase della sua carriera decide di adottare il cognome materno, anziché quello paterno Falsaperla, viene scelto per interpretare il ruolo di Edoardo Mariani nella serie TV Carabinieri 7 del 2008. Dopo Carabinieri 7, ha lavorato nella miniserie televisiva Puccini, sotto la regia di Giorgio Capitani.
Il 31 marzo 2009 debutta in teatro con la commedia Ricette d'amore di Cinzia Berni, regia di Roberto D'Alessandro. Successivamente ritorna sul piccolo schermo con le miniserie Moana (2009), I delitti del cuoco (2010), Tutti pazzi per amore 2 (2010), La ladra (2010), e nelle serie Non smettere di sognare 2 (2011), Dov'è mia figlia? (2011) e L'una e l'altra nel 2012. Prende parte, come protagonista, alla miniserie  Rosso San Valentino (2013).
Sempre nel 2013 partecipa al cast della seconda stagione de Le tre rose di Eva, nel ruolo di don Lorenzo, nuovo misterioso parroco della città di Villalba.
Nel 2015 partecipa al cast della serie Solo per amore. Dal 13 aprile 2015 prende parte come concorrente alla seconda edizione del programma Si può fare! con la conduzione di Carlo Conti su Rai 1.
Nel 2017 è co-protagonista della fiction di Rai 1 Scomparsa con Vanessa Incontrada e Giuseppe Zeno.

## Filmografia

### Attore

#### Cinema
- Vita Smeralda, regia di Jerry Calà (2006)
- A Natale mi sposo, regia di Paolo Costella (2010)
- Scusate se esisto!, regia di Riccardo Milani (2014)
- Tu mi nascondi qualcosa, regia di Giuseppe Loconsole (2018)
- Malamore, regia di Francesca Schirru (2025)

#### Televisione
- Carabinieri 7 – serie TV (2008)
- Puccini, regia di Giorgio Capitani – miniserie TV (2009)
- Moana, regia di Alfredo Peyretti – miniserie TV (2009)
- I delitti del cuoco, regia di Alessandro Capone – miniserie TV (2010)
- Tutti pazzi per amore 2 – serie TV (2010)
- La ladra - fiction (2010)
- Non smettere di sognare 2 – serie TV (2011)
- Dov'è mia figlia? – miniserie TV (2011)
- L'una e l'altra, regia di Gianfranco Albano - film TV (2012)
- Rosso San Valentino – miniserie TV (2013)
- Le tre rose di Eva 2 – serie TV (2013)
- Solo per amore, regia di Raffaele Mertes e Daniele Falleri – serie TV (2015-2017)
- È arrivata la felicità – serie TV (2015)
- Fuoco amico TF45 - Eroe per amore, regia di Beniamino Catena – serie TV, 4 episodi (2016)
- Scomparsa, regia di Fabrizio Costa – serie TV, 5 episodi (2017)
- Un posto al sole – serie TV (2021)
- Fosca Innocenti, regia di Fabrizio Costa – serie TV, episodio 1x03 (2022)

## Teatrografia
- Ricette d'amore di Cinzia Berni, regia di Roberto D'Alessandro (2009)

## Programmi televisivi
- Grande Fratello 6 (Canale 5, 2006) – Concorrente
- Si può fare! 2 (Rai 1, 2015) – Concorrente